# Гейдукевич, Эдуард-Гавриил Николаевич
Эдуард-Гавриил Николаевич Гейдукевич (1868 — 1932) — русский и польский военный деятель, полковник Российской Императорской армии (1916); Дивизионный генерал Войска Польского (1927). Герой Первой мировой войны, участник Русско-японской, Гражданской и Советско-польской войн.

## Биография
Уроженец Минска. В 1884 году после окончания Ярославского кадетского корпуса вступил в службу. В 1898 году после окончания Виленского военного училища по I разряду произведён в подпоручики и выпущен в Житомирский 56-й пехотный полк. В 1891 году произведён в поручики, в 1900 году в штабс-капитаны. В 1901 году после окончания Офицерской стрелковой школы произведён в капитаны.
С 1904 года участник Русско-японской войны, командир роты. За боевые отличия в этой войне был награждён орденами  Святого Станислава 3-й степени с мечами и бантом и Святой Анны 4-й степени «За храбрость».
С 1914 года участник Первой мировой войны, в составе 252-го Хотинского пехотного полка. С 1915 года подполковник — командир батальона. В 1916 году за боевые отличия произведён в полковники. С 1917 года командир 3-го стрелкового полка 1-го польского корпуса.

Высочайшим приказом от 19 апреля 1916 года за храбрость награждён Георгиевским оружием: 
За то, что  состоя в рядах 252-го пехотного Хотинского полка и командуя 2-мя ротами резерва этого последнего полка, 20-го апреля 1915 года в ночном бою у д. Рославце, для спасения отходящих рот передовой линии во время атаки немцев бросился под убийственным огнём их в штыки и, лично ведя роты, заставил противника отхлынуть к своим позициям, чем дал возможность отшедшим частям восстановить прежнее положение, при этом взято 40 пленных

Приказом по Армии и Флоту от 8 октября 1917 года за храбрость награждён орденом Святого Георгия 4-й степени:
За отличие и храбрость проявленные в делах против австрийской неприятельской армии
После Октябрьской революции с 1918 года командующий польской самообороны и комендант Одессы. С 1919 года командир 12-го стрелкового полка, врио командира 24-й пехотной бригады и командир Люблинского района Ковеля. С 1920 года генерал-лейтенант, участник Советско-польской войны — руководитель Добровольческой армии в Люблине и командир 28-й пехотной бригады. С 1921 года командир 2-й Литовско-белорусской дивизии и заместитель командующего 9-го Брестского корпусного района. С 1922 года бригадный генерал — председатель офицерского трибунала. 5 февраля 1927 года утвержден в звании дивизионного генерала с выходом на пенсию. Умер 1 января 1932 года в поместье Krzywucha округа Dubno на Волыни.

## Награды
- Орден Святого Станислава 3-й степени с мечами и бантом (ВП 1905)
- Орден Святой Анны 4-й степени «За храбрость» (ВП 1905)
- Орден Святой Анны 3-й степени с мечами и бантом (ВП 1910; ВП 04.11.1916)
- Орден Святого Владимира 4-й степени с мечами и бантом (ВП 29.03.1916)
- Георгиевское оружие (ВП 19.04.1916)
- Орден Святой Анны 2-й степени с мечами (ВП 16.09.1916[2])
- Орден Святого Станислава 2-й степени с мечами (ВП 24.10.1916)
- Орден Святого Владимира 3-й степени с мечами (ВП 01.01.1917)
- Орден Святого Георгия 4-й степени (ВП 10.10.1917)
- Virtuti militari V класса (1918)
- Крест Храбрых